# Santa Lucia (fiume)
Il Santa Lucia (o Santa Lucía) è un fiume dell'Uruguay. Nasce a circa 250 m s.l.m. vicino alla città di Minas e sfocia nel Río de la Plata, di cui è affluente.
Per larga parte del suo corso fa da confine prima tra il Dipartimento di Florida e Dipartimento di Canelones, poi tra Florida e San José e, infine, tra San José e Montevideo.
I suoi principali affluenti sono il Santa Lucía Chico e il San José, anche se è tributario di quasi 200 arroyo e più di 1000 torrenti.
Le dimensioni del suo bacino idrografico ne fanno uno dei fiumi principali dell'Uruguay meridionale e la principale fonte di approvvigionamento di acqua potabile per Montevideo e altre città vicine.